# 544 (szám)
Az 544 (római számmal: DXLIV) egy természetes szám.

## A szám a matematikában
A tízes számrendszerbeli 544-es a kettes számrendszerben 1000100000, a nyolcas számrendszerben 1040, a tizenhatos számrendszerben 220 alakban írható fel.
Az 544 páros szám, összetett szám, kanonikus alakban a 25 · 171 szorzattal, normálalakban az 5,44 · 102 szorzattal írható fel. Tizenkettő osztója van a természetes számok halmazán, ezek növekvő sorrendben: 1, 2, 4, 8, 16, 17, 32, 34, 68, 136, 272 és 544.
Az 544 négyzete 295 936, köbe 160 989 184, négyzetgyöke 23,32381, köbgyöke 8,16331, reciproka 0,0018382. Az 544 egység sugarú kör kerülete 3418,05281 egység, területe 929 710,36353 területegység; az 544 egység sugarú gömb térfogata 674 349 917,0 térfogategység.